# Gare de Hillosensalmi
La gare de Hillosensalmi (en finnois : Hillosensalmen rautatieasema) est une gare ferroviaire finlandaise située sur la Voie ferrée Kouvola–Iisalmi à proximité du lac Vuohijärvi à Kouvola.